# العشة (ماهلية)

تعديل مصدري - تعديل

العشة هي إحدى قرى عزلة العمود ال طالب بمديرية ماهلية التابعة لمحافظة مأرب، بلغ تعداد سكانها 222 نسمة حسب تعداد اليمن لعام 2004.